# Hacienda de la Labor
Hacienda de la Labor är en ort i Mexiko.   Den ligger i kommunen Chapala och delstaten Jalisco, i den centrala delen av landet, 400 km väster om huvudstaden Mexico City. Hacienda de la Labor ligger 1 551 meter över havet och antalet invånare är 243.
Terrängen runt Hacienda de la Labor är kuperad åt nordväst, men åt sydost är den platt.  Trakten runt Hacienda de la Labor är nära nog obefolkad, med mindre än två invånare per kvadratkilometer. Närmaste större samhälle är Chapala, 2,9 km sydväst om Hacienda de la Labor.